# Eagle Point Township (Illinois)
Pour les articles homonymes, voir Eagle Point Township.
Eagle Point Township est un township du comté d'Ogle dans l'Illinois, aux États-Unis,. Le township est fondé en septembre 1869.

## Source de la traduction
- (en) Cet article est partiellement ou en totalité issu de l’article de Wikipédia en anglais intitulé « Eagle Point Township, Ogle County, Illinois » (voir la liste des auteurs).